# كاثرين إيمي داوسون سكوت
كاترين ايمي داوسون سكوت (بالإنجليزية: Catherine Amy Dawson Scott)‏ (أغسطس 1865- 4 نوفمبر 1934) كاتبة إنجليزية، كاتبة مسرحية وشاعرة. وهى مشهورة بأنها مؤسسة نادي القلم الدولي عام 1921 ؛ وهى جمعية دولية للكتاب.